# Sola Arena
Sola Arena er en indendørs sportshal og velodrom beliggende i norske Sola. Den har blandt andet 2.500 siddepladser og 250 meter cykelbane. Den blev indviet den 30. september 2021, og er den første indendørs cykelbane i Norge.